# Shababnikim
 (mai 2024).
La mise en forme du texte ne suit pas les recommandations de Wikipédia : il faut le « wikifier ».
Les points d'amélioration suivants sont les cas les plus fréquents. Le détail des points à revoir est peut-être précisé sur la page de discussion.
- Les titres sont pré-formatés par le logiciel. Ils ne sont ni en capitales, ni en gras.
- Le texte ne doit pas être écrit en capitales (les noms de famille non plus), ni en gras, ni en italique, ni en « petit »…
- Le gras n'est utilisé que pour surligner le titre de l'article dans l'introduction, une seule fois.
- L'italique est rarement utilisé : mots en langue étrangère, titres d'œuvres, noms de bateaux, etc.
- Les citations ne sont pas en italique mais en corps de texte normal. Elles sont entourées par des guillemets français : « et ».
- Les listes à puces sont à éviter, des paragraphes rédigés étant largement préférés. Les tableaux sont à réserver à la présentation de données structurées (résultats, etc.).
- Les appels de note de bas de page (petits chiffres en exposant, introduits par l'outil «  Source ») sont à placer entre la fin de phrase et le point final[comme ça].
- Les liens internes (vers d'autres articles de Wikipédia) sont à choisir avec parcimonie. Créez des liens vers des articles approfondissant le sujet. Les termes génériques sans rapport avec le sujet sont à éviter, ainsi que les répétitions de liens vers un même terme.
- Les liens externes sont à placer uniquement dans une section « Liens externes », à la fin de l'article. Ces liens sont à choisir avec parcimonie suivant les règles définies. Si un lien sert de source à l'article, son insertion dans le texte est à faire par les notes de bas de page.
- La présentation des références doit suivre les conventions bibliographiques. Il est recommandé d'utiliser les modèles {{Ouvrage}}, {{Chapitre}}, {{Article}}, {{Lien web}} et/ou {{Bibliographie}}. Le mode d'édition visuel peut mettre en forme automatiquement les références.
- Insérer une infobox (cadre d'informations à droite) n'est pas obligatoire pour parachever la mise en page.

Pour une aide détaillée, merci de consulter Aide:Wikification.
Si vous pensez que ces points ont été résolus, vous pouvez retirer ce bandeau et améliorer la mise en forme d'un autre article.
Shababnikim (en hébreu : שבאבניקים) est une comédie télévisée israélienne créée par l'entreprise de télécommunications Hot.
La première saison débute le 24 décembre 2017 et se termine le 12 février 2018. La deuxième saison commence à être diffusée le 25 juillet 2021 et se termine le 10 octobre 2021. Le 13 octobre 2021, Hot confirme officiellement qu'une troisième saison est en préparation.
La série connaît un très grand succès en Israël et est la série originale de Hot la plus regardée en 2017. La série remporte aussi quatre prix aux Israel Television Academy Awards dans la même année.
Le 14 janvier 2024, la première saison de la série est diffusée sur Netflix en proposant des sous-titres en hébreu et en anglais.

## Aperçu de la série
| Saison | Épisodes | Premier épisode  | Dernier épisode |
| ------ | -------- | ---------------- | --------------- |
| 1      | 12       | 24 décembre 2017 | 21 février 2018 |
| 2      | 16       | 25 juillet 2021  | 10 octobre 2021 |

## Signification du nom de la série
Le terme « Shababnik » (Shababnikim au pluriel) est un mot d'argot en hébreu, principalement utilisé par les communautés juives ultra-orthodoxes. Cela représente un jeune juif ultra-orthodoxe ayant dévié et arrêté de se comporter selon les normes de sa communauté.

## Synopsis

### Première saison
La série nous raconte l'histoire de quatre étudiants de yechiva, étudiant dans l'internat de la yechiva ultra-orthodoxe « Netivot Avraham » :
- Avinoam Lasri, le fils d'un député à la Knesset et membre de la commission des finances. C'est un garçon talentueux qui n'étudie pas beaucoup.
- Dov Brown, le fils d'une riche famille américaine. C'est un étudiant très talentueux qui prépare une licence de droit tout en étudiant à la yechiva.
- Meir Sabag, un étudiant de yechiva d'origine mizrahi, ayant des troubles de l'apprentissage.
- Guedalia, un érudit très strict sur l'accomplissement des commandements religieux connaissant des difficultés sociales. À la demande du mashgia'h de la yechiva, le Rav Bloch, il emménage avec Avinoam, Dov et Meir afin qu'ils puissent l'aider socialement pour qu'il puisse enfin trouver un shiddoukh.

Lorsque le roch yechiva, le rabbin Mordechai Bloch, décède de manière inattendue par la chute d'un lustre, son fils lui succéda à son poste. Le comité exécutif de la yechiva, n'étant pas d'accord avec le méthode d'apprentissage du fils du Rav Mordechai Bloch, nomme le rabbin Ashi Spitzer comme mashgia'h de la yechiva. Sa méthode d'apprentissage sera très stricte et ne plaira pas à la majorité des élèves. Après que notre quatuor d'étudiants de yechiva ait nui aux relations du Rav Spitzer avec la famille Gottlieb, principaux donateurs de la yechiva, le Rav Spitzer expulse Meir de l'établissement. Le trio restant déclenche alors une rébellion en faisant croire à la presse locale qu'il y avait du racisme de la part du mashgia'h, jusqu'à ce que le Rav Spitzer réintègre Meir, mais leur impose en échange de stopper la grève d'étude dans l'établissement et de vivre dans son appartement, à l'écart de la yechiva. Après plusieurs péripéties traversées dans l'appartement, ils décident de retourner activement à la yechiva.
Entretemps, Avinoam, Dov, Meir et Guedalia tentent de trouver un shiddoukh chez le shadkhan Shlomi Zacks. Il tente d'expliquer au groupe qu'ils doivent paraître suffisamment instruits religieusement pour pouvoir obtenir un bon shiddoukh, comme c'est la coutume dans la société ultra-orthodoxe. Avinoam, n'écoutant pas Shlomi, sort avec Shira, une serveuse hiloni, qui travaille comme serveuse dans un café qu'il fréquente régulièrement. Meir contourne également les services de Shlomi et rencontre Ruth Gottlieb, la fille des donateurs de la yechiva, ayant déjà eu un shiddoukh non-concluant avec Dov Brown. Guedalia, quant à lui, est courtisé par la jumelle de Dov, Dvorah. Au début, il refuse de sortir pour aller la rencontrer, mais il finit par céder et sort faire un date avec elle.
Vers la fin de la saison, une Azkara est organisée en l'honneur du premier roch yechiva, mais le Rav Spitzer s'y oppose fermement afin d'éviter que les élèves n'aillent aussi assister à un match de basket-ball. Le Rav Bloch décide quand même de réserver un minibus et invite tous les étudiants, en cachette, à le rejoindre le soir même, mais les étudiants préfèrent regarder le match de basketball illégalement dans la cuisine de la yechiva. Lorsque le Rav Bloch découvre tout ça, il s'en prend aux garçons avec rage, et lorsque le Rav Spitzer arrive, une vive dispute personnelle éclate entre eux. À la fin de la dispute, le Rav Spitzer renvoie le Rav Bloch de la yechiva. Le Rav Bloch tombe alors dans les pommes et est hospitalisé.
Le Rav Spitzer assume désormais le rôle de roch yechiva, et lorsqu'il l'annonce lors de l'introduction du cours général de la yeshiva, il provoque Dov Brown qui déclenche une rébellion contre lui avec comme soutien tous les étudiants de la yechiva. Voyant qu'il n'arrive plus à maintenir l'ordre dans la yechiva, le Rav Spitzer appelle les quatre amis à participer à un Din Torah avec comme juge, le rabbin Alter Cooper, le Gadol haDor, qui statue en faveur des quatre étudiants de yechiva. Il gronde alors le Rav Spitzer, disant que ses motivations proviennent uniquement de la fierté, et décide que le Rav Bloch retrouvera son poste de roch yechiva. À la surprise du quatuor, le Rav Bloch, revenu à la tête de la yechiva, les informe qu'ils sont renvoyés pour leur bien et celui de la yechiva.

### Deuxième saison
Après qu'à la fin de la première saison, le groupe ait été expulsés de la yechiva du Rav Bloch, les quatre amis se rendent compte qu'il y a un sérieux problème: ils n'ont pas encore trouvé de shiddoukh. Pour ce faire, ils doivent trouver une yechiva qui acceptera de les recevoir. Mais en voyant qu'aucune yechiva n'est prête à les accepter, les quatre trouvent une faille dans la loi leur permettant d'établir une yechiva fictive, ce qui leur permettra d'éviter leur service militaire. Ils décident alors de mettre l'appartement de la grand-mère de Dov comme dortoir de la yechiva, situé au plein cœur de la rue hilonit du quartier de Rehavia, un acte qui suscite la colère des voisins qui veulent préserver le caractère hiloni du quartier.
Au cours de la saison, Guedalia est nommé roch yechiva et en même temps sa relation avec Dvorah monte d'un cran et les deux se fiancent, malgré les difficultés conjugales qu'ils connaissent en raison de leurs visions du monde différentes. Dov prend contact avec Avigail Sternbuch, une femme divorcée et mère d'un enfant, qui ne conclut à rien au final. Meir, qui refuse toujours d'écouter les conseils de Shlomi, se fiance finalement avec Ruth après son retour à la suite d'un accident de ski dans lequel elle a perdu un bras. Et pendant ce temps, Avinoam s’efforce de se construire une réputation d'ultra-orthodoxe moderne et, par conséquent, de qualifier la yechiva de « moderne », en opposition aux normes acceptées dans leur communautés.
À la fin de la saison, Meir, au cœur brisé, découvre que Ruth a décidé de se fiancer avec un ami d'enfance à elle en dehors d'Israël. Guedalia et Dvorah se séparent après que Guedalia ait refusé d'accepter leur trop grande différence et en même temps, Avinoam se rend compte que malgré ses tentatives, il n’est pas accepté parmi les membres de la yechiva hilonit. Très blessé et en état d'ivresse le soir de Pourim, Avinoam et Guedalia font irruption dans la fête organisée dans le bâtiment de la yechiva hilonit avec des explosifs. Résultat, les deux hommes sont placés en garde à vue et à leur sortie, Avinoam découvre que l'acte a été filmé et qu'il est devenu une « star des réseaux » dans le monde ultra-orthodoxe, tandis que les voisins ont déposé une demande de fermeture de la nouvelle yechiva sous prétexte que cela porte préjudice au quartier. À la suite de cette demande, une confrontation a eu lieu au tribunal entre les quatre amis et les voisins ayant porté plainte, au cours de laquelle Avinoam regrette ses actes. Après que Dvorah ait fait irruption dans la salle pendant l'audience et ait exprimé à quel point elle était énervé contre Guedalia, après avoir découvert qu'il était sorti pour rencontrer Nehama, sa colocataire, Guedalia cède et finit par se réconcilier avec sa fiancée.
Avant même la fin du débat, le quatuor accepte finalement la requête des voisins et évacue la yechiva. Cependant, les quatre amis découvrent que Tapiro et Trabelsi, qui sont restés dans une optique extrêmiste, ont décidé de rester dans le bâtiment avec le reste des étudiants et de fonder une nouvelle yechiva. La saison se termine avec les quatre hommes tenant leurs valises et marchant ensemble vers le Mur des Lamentations, rappelant la scène finale de la première saison.

## Production

### Personnages principaux
- Avinoam Lasri (Daniel Gad) - le fils hédoniste d'un député de la Knesset du parti Shas. Il est plutôt arrogant et se moque des habitudes prises par la société ultra-orthodoxe juive et se définit lui-même comme un « ultra-orthodoxe moderne ».
- Guedalia (Ori Laizerouvich) - le « fayot » du groupe, qui rêve de devenir « Rochiveh ». Un grand érudit manquant de tact qui a des difficultés avec les relations sociales et les shiddoukhim. Au cours de la série, il se fiance avec Dvorah, la sœur érudite de Dov, malgré le fait qu'il n'accepte pas son ambition de devenir consultante halakhique et sa perception progressiste de la place des femmes dans le judaïsme.
- Dov Lazer Brown (Omer Perelman Striks) - le fils d'un célèbre homme d'affaires philanthrope américain qui étudie le droit en même temps qu'il étudie à la yechiva. Il est le frère jumeau de Dvorah Brown. Il a un caractère hautain.
- Meir Rephael Sabag (Sabo) (Israel Atias) - un orphelin du côté maternel issu d'une famille simple et chaleureuse, qui a du mal à étudier la Guemara. Dans la deuxième saison, il change son nom de famille en « Sabo » à la demande des parents de Ruth Gottlieb, qu'il a rencontrés afin de pouvoir se marier avec elle.
- Shlomi Zacks (Guri Alfi-Aharon) (deuxième saison, secondaire dans la première) - un célèbre shadkhan qui dirige une prestigieuse agence de rencontres. Le quatuor, ne souhaitant pas se marier avec des filles standards ultra-orthodoxes, constitue le plus grand défi de sa carrière.
- Dvorah Brown (Maya Wertheimer-Zamir) (deuxième saison, secondaire dans la première) - la sœur jumelle opiniâtre de Dov, étudiant le Talmud et les avis des posqim, écrivant des cours de Torah dans des feuillets religieux et aspirant même à devenir consultante halakhique pour les femmes. Etant tombée amoureuse de Guedalia, les deux se fiancent dans la deuxième saison.

### Personnages secondaires
- Le Rav Yossef Bloch (Dov Navon) - roch yechiva de Netivot Avraham et fils de l'ancien roch yechiva décédé. C'est un homme proche de ses élèves prônant en général, la liberté des jeunes. Au début de la série, Avinoam, Dov et Meir sont sollicités pour aider Guedalia à trouver un shiddoukh. Dans la deuxième saison, il devient un guide religieux pour Guedalia en vue de son futur mariage. Son personnage est inspiré du Rav David Bloch, ancien directeur de la yechiva Midreshet Noam (dans laquelle le réalisateur Eliran Malka a étudié).
- Ruth Gottlieb (Shely Ben-Yosef) – fille de Jenny et Philipe et amie de Dvorah Brown, qui a déjà eu un rendez-vous avec Dov, mais qui termina par mieux s'entendre avec Meir. Dans la deuxième saison, on apprend qu'elle a perdu un bras dans un accident de ski.
- Le Rav Eliyahu Lasri (Golan Azulai) - père d'Avinoam, député et membre de la commission des finances au nom de Shas, qui est ensuite devenu vice-ministre de l'Intérieur.
- Moché (Moshiko Tzidkiyahu (première saison) ; Yosiel Neeman (deuxième saison)) - Assistant et bras droit de Shlomi Zacks.
- Philipe Gottlieb (Ami Weinberg) - un homme d'affaires ultra-orthodoxe qui aide financièrement la yeshiva « Netivot Avraham ». Il est le père de Ruth Gottlieb et le mari de Jenny Gottlieb.
- Jenny Gottlieb (Limor Goldstein) – l'épouse de Philipe Gottlieb et la mère de Ruth Gottlieb.
- Begin Sabag (Danny Steg) - un Baal Techouva et le père de Meir. C'est un juif simple qui valorise son fils au-delà de ses capacités et exprime souvent de la fierté à son égard.
- Le Rav Ashi Spitzer (Rotem Keinan) (première saison) - rabbin ultra-orthodoxe nommé mashgia'h de la yechiva et rival du Rav Yossef Bloch. C'est un homme très exigeant envers ses élèves qu'il dirige de manière stricte.
- Shira (Shira Naor) (première saison) - une hilonit étudiante en architecture travaillant comme serveuse dans un café.
- Le Rav H'ajbi (Yaniv Biton) (première saison, mentionné dans la deuxième) - un Rabbin dont le personnage est basé avec humour sur le Rav Amnon Yitzhak. Le groupe d'ami - en particulier Guedalia - regarde ses vidéos. Ils finiront par aller à une de ses conférences et discuter avec lui. Dans ses cours, il parle notamment de l'interdiction de se masturber dans le judaïsme, chose que Guedalia n'arrive pas à arrêter.
- Hanan Lasri (Eran Perez) (première saison) - le frère d'Avinoam qui sert de conseiller à son père. Il est prit comme modèle par son père ce qui rend Avinoam jaloux.
- Le Rav Barukh Mordechai Bloch (Micah Lewenson) (première saison) - le premier roch yechiva de Netivot Avraham tué par le lustre qui est tombé sur lui au début de la série (l'acteur est lui-même décédé avant la sortie de la série)[6]. C'est le père du Rav Yossef Bloch.
- Tzachi Hershkovitz (Bar Peled) (première saison) - un étudiant de la yechiva Netivot Avraham, qui a déjà été la havruta de Guedalia.
- Yehuda Levi (Yehuda Levi) (première saison) - dans son propre rôle. Il rencontre le groupe d'ami dans une boutique de costume à Tel Aviv.
- Ehud Stern (Zohar Strauss) (première saison) - un enquêteur de police religieux, sentant qu'il est considéré comme inférieur par les ultra-orthodoxes.
- Iris (Michal Shtamler) (première saison) - une enquêteuse de police qui enquête sur Guedalia.
- Pini (Pini Kidron) (première saison) - un enquêteur de police et associé d'Iris qu'il harcèle.
- Tomer (Ido Bartal) (première saison) - un officier de Tsahal chargé du déminage.
- Shaya Bergman (Yuval Yanai) (première saison) - un ancien élève de la yechiva Netivot Avraham, venu honorer la azkara du Rav Bloch.
- Jacky Levy (Jacky Levy) (première saison) - dans son propre rôle. C'est le narrateur dans la présentation du Rav Alter Cooper, à la fin de la première saison.
- Le Rav Alter Cooper (Shlomo Baraba) (première saison) - le « gadol hador ». Il est appelé pour être le juge dans le Din Torah opposant le Rav Spitzer au quatuor.
- Erel Segal (Erel Segal) (première saison) - dans son propre rôle. C'est un animateur radio.
- Daniel (Jade Daiches Weeks) (première saison) - vendeuse dans un café.
- Chemaya (Maor Harush) (première saison) - le technicien surveillant du brouilleur internet de la yechiva Netivot Avraham.
- Fuhad (Yon Kazav) (première saison) - le cuisinier de la yechiva Netivot Avraham.
- Nehama (Yael Tal) (deuxième saison) - une colocataire conservatiste de Dvorah dans l'internat dans lequel elles étudient.
- Shifra (Dana Fried) (deuxième saison) - une colocataire de Dvorah dans l'internat dans lequel elles étudient.
- Le Rav Kleinman (Eran ben Zvi) (deuxième saison) - le roch yechiva de la nouvelle yechiva de Guedalia. Il éliminera Guedalia du test pour devenir rabbin après qu'il a parlé avec Dvorah.
- Tapiro (Orel Tsabari) (deuxième saison) - un homme d'affaires ultra-orthodoxe qui aide le groupe à ouvrir la yechiva Hevron Hahadasha. Il rejoindra la yechiva par la suite.
- Trabelsi (Betsalel Borukhov) (deuxième saison) - un homme d'affaires ultra-orthodoxe, associé de Tapiro, qui rejoint la yechiva en même temps que lui.
- Tzuli Gross (Itay Zvolon) (deuxième saison) - un étudiant de yechiva détestant Guedalia, surtout après qu'il a lui aussi raté son examen pour devenir rabbin.
- Ron Bitton (Yoav Levy) (deuxième saison) - un voisin hiloni de la grand-mère de Dov, n'aimant pas les ultra-orthodoxes.
- Tzipi (Rudi Tamir) (deuxième saison) - une voisine hilonit de la grand-mère de Dov.
- Le Rav Kotler (Zeev Tene) (deuxième saison) - un rabbin ultra-orthodoxe chargé de délivrer les permis pour ouvrir une nouvelle yechiva.
- Moti Brown (Shuli Rand) (deuxième saison) - le père de Dvorah et de Dov. C'est un homme d'affaires et un entrepreneur américain.
- Amram (Haim Zanati) (deuxième saison) - un fonctionnaire du ministère de l'Intérieur.
- Eden (Lir Katz) (deuxième saison) - une étudiante de la yechiva hilonit.
- Kidan (Daniel Moreshet) (deuxième saison) - un étudiant de la yechiva hilonit.
- Noam (Omer Hazan) (deuxième saison) - un étudiant de la yechiva hilonit.
- Keshet Rozenblum (Aviv Pinkas) (deuxième saison) - une étudiante de la yechiva hilonit.
- Avigail Sternbuch (Ortal ben Shoshan) (deuxième saison) - une mère au foyer ultra-orthodoxe divorcée. Dov donne des cours à son fils.
- Noa Safra (Sivan Mast) (deuxième saison) - une jeune fille sortie pour un rendez-vous raté avec Avinoam.
- Hurta Mizrahi (Amir Shurush) (deuxième saison) - un mexicain qui est arrivé dans la yechiva Hevron Hahadasha en l'ayant confondu avec la Yechiva de Hébron.
- Le Richon LeTzion (Shimon Buservice) (deuxième saison) - un rabbin reconnu qui teste la yechiva Hevron Hahadasha lors d'un quizz à la radio.
- Grand-père Brown (Marek Rozenbaum) (deuxième saison) - le défunt grand-père de Dvorah et Dov Brown.
- Meshulam (Odel Hayon) (deuxième saison) - un étudiant de la yechiva Hevron Hahadasha, qui était le fiancé de Margalit jusqu'à ce que Guedalia provoque accidentellement leur séparation.
- Margalit Dery (Adi Havshush) (deuxième saison) - une professeure des écoles célibataire. Elle était fiancée à Meshulam jusqu'à ce que Guedalia provoque accidentellement leur séparation.

## Accueil critique
Les critiques que la série a reçu sont majoritairement positives,. Plusieurs critiques ont d'ailleurs souligné l'accessibilité que la série réussit à apporter au spectateur, du mode de vie complexe des étudiants de yechiva. En parallèle, des allégations ont été formulées concernant l'inexactitude de nombreuses sources religieuses mentionnées et le manque de fiabilité dans le comportement des haredim.
Le rabbin Avraham Stav écrit : « J'ai pu voir quelques scènes de Guedalia, le grand érudit de « Shababnikim », dont la deuxième saison est actuellement diffusée. Et que vous dire... j'ai été déçu. Pas par la série, mais par le personnage. Par le fait qu'il y a même une scène où il est assis avec ses amis dans la chambre. Pendant trois ans et demi j'ai étudié à Yeruham et je ne me souviens pas d'un seul moment comme celui-ci. [...] Ce type qui dit des paroles futiles au beth midrash et part en voyage dans le nord de temps en temps est le meilleur érudit que vous puissiez trouver ? »
Dans le secteur ultra-orthodoxe, la série a été vue et en a intéressé plus d'un, notamment parmi les étudiants de yechiva. Un certain nombre d'étudiants ayant servi de figurants dans la série, ont été expulsés de la yeshiva qu'ils fréquentaient après leur apparition.
Dans un verdict rendu par la Cour suprême d'Israël, une scène de la série a été évoquée dans le verdict du juge Noam Solberg : « Contrairement au personnage de 'Guedalia' dans la série télévisée 'Shababnikim', qui s'est vu être disqualifié après avoir parlé avec 'Dvorah' de choses futiles lors de son examen pour devenir rabbin, après tout, dans le monde réel, nous ne pouvons pas voir à travers l'objectif de la caméra pour voir ce qui s'est réellement passé ». Le jugement concernait une personne qui avait été surprise en possession d'un téléphone portable pendant l'examen, bien qu'il n'ait pas été prouvé qu'elle l'avait utilisé.

## Autres diffusions
En France, à Paris, les trois premiers épisodes ont été diffusés en avant première le 23 mars 2019. Le nom de la série a été traduit en Shababniks.
Le 18 mai 2023, la plateforme de streaming russe Amediateka sort une bande annonce de la série Shababniki (Шабабники) doublée en russe.
Le 14 janvier 2024, la première saison de la série a commencé à être diffusée sur Netflix en proposant des sous titres en anglais. Le nom de la série en anglais devient The New Black (Le Nouveau Noir).